# 默德里亞克鄉
47°03′N 27°15′E / 47.050°N 27.250°E
默德里亞克鄉（羅馬尼亞語：Comuna Mădârjac, Iași），是羅馬尼亞的鄉份，位於該國東北部，由雅西縣負責管轄，面積60平方公里，海拔高度188米，2007年人口1,532，人口密度每平方公里25人。